# Hyleoglomeris awchasica
Hyleoglomeris awchasica är en mångfotingart som först beskrevs av Brandt 1840.  Hyleoglomeris awchasica ingår i släktet Hyleoglomeris och familjen klotdubbelfotingar. Inga underarter finns listade i Catalogue of Life.